# Кастиља
Кастиља (шп. Castilla) је шпанска историјска област са неодређеним границама, које су резултат постепеног спајања Краљевине Кастиље са околином од којих је настала Круна Кастиље и касније Краљевина Шпанија када се ујединила са Круном Арагона и Краљевином Наваром. У савременој Шпанији, обично се сматра сјеверозападним дијелом аутономне заједнице Кастиље и Леон, средишњим и југозападним дијелом Кастиља-Ла Манча и Мадридом у потпуности, а понекад укључује Кантабрију и Риоху на сјеверу, из историјских разлога. Међутим, постоје различите верзије око спољашњих граница Кастиље, а пошто нема савремених званичних признања, област нема званичне границе. Традиционално је подијељена на Стару Кастиљу, коју од 1833. чине Кантабрија, Риоха и источна половина Кастиље и Леон и Нову Кастиљу, коју чине Кастиља-Ла Манча и Мадрид.
Назив Кастиље води поријекло од „земље замкова“, који подсјећа на замкове који су изграђени у овој области за вријеме хришћанске Реконкисте против Мавара. Шпанска ријеч за замак је castillo.

## Историја
Историјски, Краљевина Кастиља и њен народ се сматрају главним ствараоцима шпанске државе процесом ширења на југ током борбе против муслимана и браковима, ратовима, асимилацијом или анексијом мањих источних и западних сусједа. Од Бурбонске рестаурације послије Рата за шпанско наслеђе све до јављања парламентарне демократије 1977. године, кастиљански језик је био једини са званичним статусом у шпанској држави.
Првобитно је источна грофовија краљевине Леон, Кастиља постала независан посјед са сједиштем у Бургосу и касније у Ваљадолиду. Грофовија Кастиља је на почетку у свом саставу имала већи дио Бургоса и дијелове Бискаја, Алаве, Кантабрије и Риохе, поставши водећа сила међу сјеверним хришћанским државама током Реконкисте средишње и јужне Шпаније од муслиманских владара који су управљали полуострвом од раног 8. вијека.
Освајањем Толеда 1085. године и Нова Кастиља је додата крунским посједима и битком код Навас де Толоса (1212) поражени муслимани су изгубили већину јужне Шпаније. Леон се поновно ујединио са Кастиљом 1230. године и након тога је дошло до опсаде Кордобе (1236), Мурсије (1243) и Севиље (1248). Алкасовашким миром са Португалијом 4. септембра 1479. контрола над Канарским острвима је пребачена на Кастиљу.
Династичка унија Кастиље и Арагона 1469. године, када су се вјенчали Фернандо II од Арагона и Изабела I од Кастиље, довела је до формалног успостављања Шпаније као јединственог ентитета 1516. године када је њихов унук Карло V Хабзбуршки преузео оба пријестола и постао Карло I од Шпаније.

## Географија
У данашње вријеме постоје двије већином кастиљске аутономне заједнице у Шпанији, и оне садрже топоним у својим званичним називима: Кастиља и Леон и Кастиља-Ла Манча. Трећа, Покрајина Мадрид се такође сматра кастиљском по свом географском положају и, прије свега, по исказу Статута Аутономије, јер је њен аутономни процес настао од националног интереса, и није популарно издвајање од Кастиље.
Друге територије под контролом Круне Кастиље су изостављене из различитих разлога. У ствари, територије Круне Кастиље заправо чине све аутономне јединице у саставу Шпаније, осим Арагона, Балеарских острва, Валенсије и Каталоније, које су све припадале касној Круни Арагона, и Наваре, насљедника старијег краљевства истога имена. Кастиља је подијељена на Стару Кастиљу на сјеверу, која се тако зове зато што је Краљевина Кастиља основана на том простору, и Нову Кастиљу, која се звала Краљевина Толедо у средњем вијеку. Област Леона, која је дио Круне Кастиље од 1230. сматра се облашћу са сопственим правом од средњег вијека упоредо са двије Кастиље и јавља се на мапама уз Стару Кастиљу све док се њих двије не спајају у једну област, Кастиљу и Леон 1983. године. Међутим, Шпаније је 1833. године подијељена на управне области са посебним званичним границама.
Двије неуправне кастиљске области су постојале од 1833. до 1982. године: Стара Кастиља, укључивала је Сантандер (аутономна заједница Кантабрија од 1981), Бургос, Логроњо (аутономна заједница Риоха од 1982), Паленсија, Ваљадолид, Сорија, Сеговија и Авила, и Нова Кастиља која се састојала од Мадрида (заједница Мадрид од 1983), Гвадалахара, Куенка, Толедо и Сијудад Реал.